# Sheshonq VI

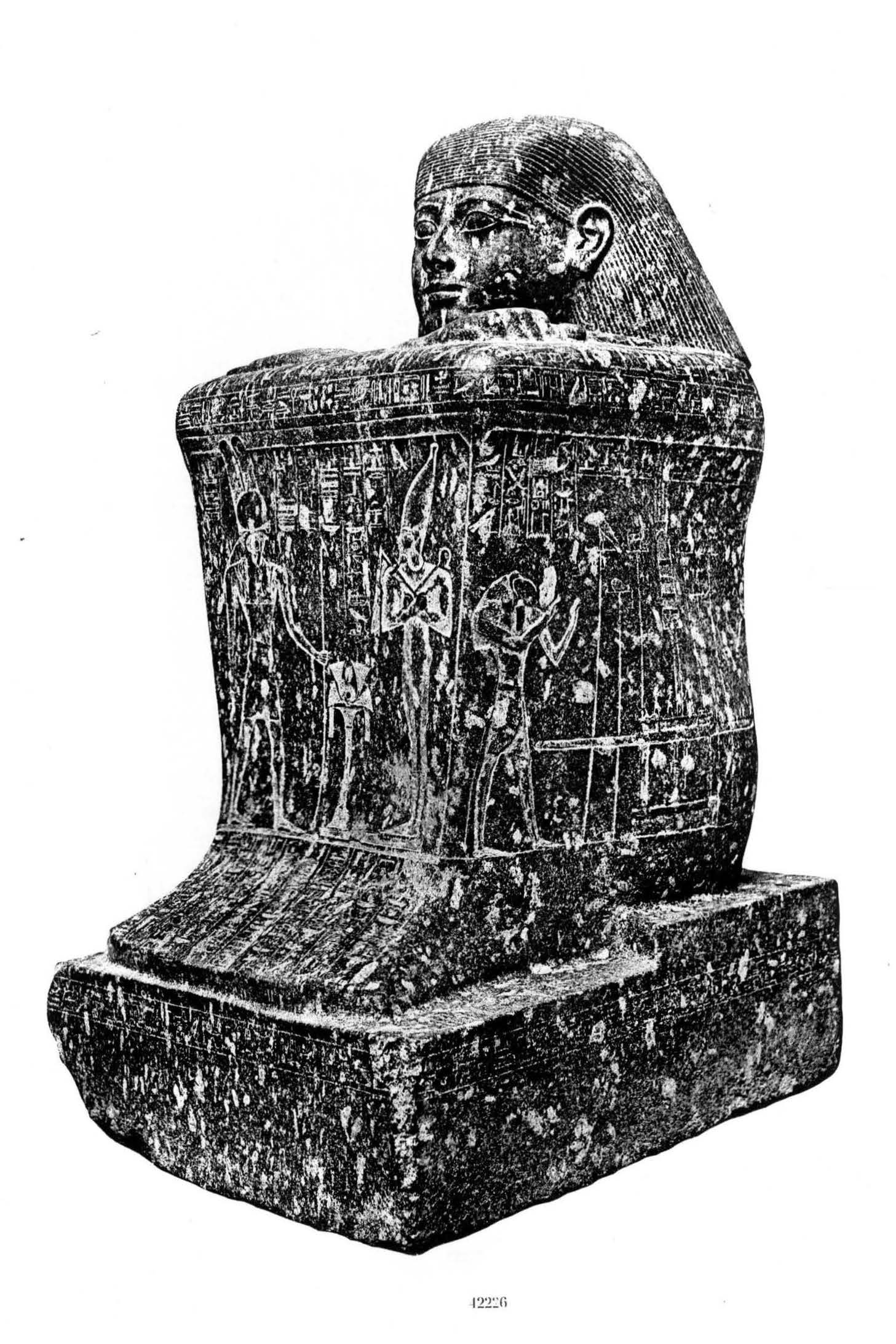
Estatua de CG 42226 de Hor IX, que murió bajo el reinado de Sheshonq VI

Se sabe que Shoshenq VI es el sucesor inmediato de Pedubast I en Tebas, basado en la carrera del escritor de cartas del faraón Hor IX, quien se desempeñó bajo Osorkon II y Pedubast I (ver la estatua de Hor IX, CGC 42226, que está explícitamente fechada para el reinado de Pedubast) . Dado que el prenomen de Shoshenq VI está inscrito en los conos funerarios de Hor IX, esto indica que Hor IX sobrevivió a Pedubast I y realizó sus arreglos funerarios bajo Shoshenq VI.  Su prenomen o nombre real era "Usermaatre Meryamun Shoshenq", que es inusual porque es el único ejemplo conocido donde el epíteto "Meryamun" (Amado de Amun) aparece dentro del cartucho de un rey. El Sumo Sacerdote de Amos de Shoshenq VI fue un tal Takelot que aparece por primera vez en el cargo en el Año 23 de Pedubast I.
El año 4 y el año 6 de Shoshenq VI están atestiguados en una inscripción grabada en el techo del Templo de Monthu en Karnak por un cierto Djedioh y en el Texto N ° 25 del nivel del NIlo, respectivamente.  Shoshenq VI fue presumiblemente el principal rival del príncipe heredero de Osorkon B en Tebas después de la muerte de Pedubast I. Fue derrotado y derrocado del poder en Tebas en el año 39 de Shoshenq III por el príncipe Osorkon B. En este año decisivo, Osorkon B declara explícitamente en el Nilo Texto No. 7 del nivel del Nilo que él y su hermano, el general Bakenptah de Herakleopolis, conquistaron Tebas y "derrocaron a todos los que habían luchado contra ellos". A partir de entonces, nunca más se volverá a saber de Shoshenq VI.. 
(NOTA: el antiguo rey Shoshenq IV en libros y artículos de revistas anteriores a 1993 ha sido rebautizado como Shoshenq VI por los egiptólogos hoy porque era un rey tebano que solo está atestiguado por documentos del Alto Egipto. Este monarca nunca fue un gobernante de los 22 Dinastía de Egipto.)

## Titulatura
| Titulatura | Jeroglífico | Transliteración (transcripción) - traducción - (referencias) |

| N5 | F12 | H6 | M17 | Y5 · N35 · N36 |

| N5 | F12 | H6 | M17 | Y5 · N35 · N36 |

| N5 | F12 | H6 | M17 | Y5 · N35 · N36 |

| N5 | F12 | H6 | M17 | Y5 · N35 · N36 |

| N5 | F12 | H6 | M17 | Y5 · N35 · N36 |

| N5 | F12 | H6 | M17 | Y5 · N35 · N36 |

| N5 | F12 | H6 | M17 | Y5 · N35 · N36 |

| N5 | F12 | H6 | M17 | Y5 · N35 · N36 |

| N5 | F12 | H6 | M17 | Y5 · N35 · N36 |

| N5 | F12 | H6 | M17 | Y5 · N35 · N36 |

| N5 | F12 | H6 | M17 | Y5 · N35 · N36 |

| N5 | F12 | H6 | M17 | Y5 · N35 · N36 |

| N5 | F12 | H6 | M17 | Y5 · N35 · N36 |

| N5 | F12 | H6 | M17 | Y5 · N35 · N36 |

| N5 | F12 | H6 | M17 | Y5 · N35 · N36 |

| N5 | F12 | H6 | M17 | Y5 · N35 · N36 |

| M17 | Y5 · N35 · N36 | M8 · M8 | N29 |

| M17 | Y5 · N35 · N36 | M8 · M8 | N29 |

| M17 | Y5 · N35 · N36 | M8 · M8 | N29 |

| M17 | Y5 · N35 · N36 | M8 · M8 | N29 |

| M17 | Y5 · N35 · N36 | M8 · M8 | N29 |

| M17 | Y5 · N35 · N36 | M8 · M8 | N29 |

| M17 | Y5 · N35 · N36 | M8 · M8 | N29 |

| M17 | Y5 · N35 · N36 | M8 · M8 | N29 |

| M17 | Y5 · N35 · N36 | M8 · M8 | N29 |

| M17 | Y5 · N35 · N36 | M8 · M8 | N29 |

| M17 | Y5 · N35 · N36 | M8 · M8 | N29 |

| M17 | Y5 · N35 · N36 | M8 · M8 | N29 |

| M17 | Y5 · N35 · N36 | M8 · M8 | N29 |

| M17 | Y5 · N35 · N36 | M8 · M8 | N29 |

| M17 | Y5 · N35 · N36 | M8 · M8 | N29 |

| M17 | Y5 · N35 · N36 | M8 · M8 | N29 |